# Armando Hernández (cantante)
Armando Hernández (Magangué, Bolívar; 4 de febrero de 1945) es un cantante de Cumbia, música tropical y acordeonero (acordeonista) colombiano que ha grabado más de 50 discos de larga duración, haciendo famosos temas como La Zenaida, Loquito Por Ti, Celos de Amor, Sin Alma y Sin Corazón, El Azulejo, Perdido Por Ti, Pensándote, Qué Voy a Hacer Sin Ti y muchísimos éxitos más que suenan en todas las épocas del año en Colombia y Latinoamérica entera.
Es considerado junto a Rodolfo Aicardi, su hermano Hernán Hernández, Joe Rodríguez, Pastor López, Lisandro Meza y La Sonora Dinamita, Gabriel Romero y "el Loko" Quintero, de los mejores intérpretes de Cumbia y Música tropical en Colombia.
Sus instrumentos, son la voz, el acordeón, la caja vallenata y la guacharaca.

## Biografía

### Nacimiento e infancia
Armando Hernández nació en Magangué, Bolívar, Colombia, el 4 de febrero de 1945, en el seno de una familia de la cual se desprendía el entorno musical.
Se inició de joven cantando rancheras y boleros, así como las canciones de Guillermo Buitrago. Buen compositor, buen acordeonista, buen cantante.
De su progenitor aprendió algunos secretos del oficio de dentista y en esporádicas emergencias le correspondió desempeñarse como tal. Con los ahorros de esos trabajos, compró instrumentos musicales y organizó su primer grupo musical.
Improvisando aprendió el manejo del acordeón instrumento que logró dominar a la perfección. Aprendió también a tocar la caja vallenata y la guacharaca.
Así inició como acordeonero.

### Primeros pasos en la música
La voz del músico magangueleño ha hecho parte de todas las festividades colombianas desde la formación de su primera agrupación, el Conjunto Kalamarí, al lado de su hermano Hernán, y tras su llegada al grupo de su coterráneo Chico Cervantes.

### Años 60's
A mediados de la década del 60, luego del éxito de su tema “Morenita”, el músico es convocado para hacerse parte de Discos Fuentes como solista y como integrante de los legendarios Corraleros de Majagual. Ahí arranca su carrera con Discos Fuentes.
Es cuando Antonio Fuentes –pionero de la industria del disco en Colombia– lo llamó para incorporarlo a Los Corraleros de Majagual bajo la dirección de Manuel Cervantes. Se unió al grupo a finales de los años sesenta e impuso éxitos como Caballo viejo y La cosita.

### Con La Sonora Dinamita
Armando Hernández interpretó el tema de La Pochita con la agrupación Sonora Dinamita de Lucho Argain, tema dedicado a Sinaloa, México. Era un artista invitado de los 80.
Dicho tema se le dedicó a México, país al que le deben su éxito, por lo que Armando estaba dispuesto a hacer que el grupo siguiera pegando. Además el grupo tenía experiencia dedicando temas a dicho país como ocurre con el tema Aquí su Taquero el cual interpreta Lucho Argain, algunas frases aludiendo a los sonideros de México de la mano con Rodolfo, Margarita, Lucy Peñaloza y John Jairo "Sorullo" de The Latin Brothers, con Capullo y sorullo, por lo que su voz, forma parte de los invitados de la agrupación.

### Años posteriores
Armando Hernández ha trabajado con destacadas agrupaciones de música vallenata, como Los Hermanos Zuleta (Conformada por Poncho y Emiliano, hijos de Emiliano Zuleta Baquero), Alfredo Gutiérrez y otras. En 1982 organizó nuevamente su propio grupo y tuvo resonantes éxitos.
Luego, en 1983, fue invitado para que dirigiera El Combo Caribe, con el que impuso hits como Cumbia de Doris, La carbonera, Loquito por ti y Muchachita arrabalera. Terminó por grabar con su propio conjunto en 1994 y consolidó éxitos como El guayabo y Momentos. Cuando lanzó Momentos, su nombre volvió a figurar internacionalmente. En 1995 realizó una gira por Chile, invitado por El Club de Leones de la ciudad de Coquimbo, país en el que cumplió con unos 20 bailes. Con esta invitación recorrió las principales ciudades de dicho país, empezando por Santiago, Viña del Mar, La Serena, Vallenar, Copiapó, entre muchas otras. No faltó la acogida de los medios de comunicación como la televisión y la radio que lo consideraron número uno en música tropical y de acordeón.
Más de 50 años al servicio de la música tropical y un nutrido listado de éxitos hacen de Armando Hernández una leyenda en vida de la música tropical colombiana. Artista en plena actividad, hace dos años grabó sus más recientes éxitos, y en 2020 seguirá lanzando canciones en conjunto con sus éxitos de siempre.